# 루이 탈페
루이 탈퍼(네덜란드어: Louis Talpe, 1981년 5월 2일 ~ )는 벨기에의 배우이다.

## 출연 작품
- 더 레이서 (2020)